# مولي فيسك
مولي فيسك (بالإنجليزية: Molly Fisk)‏ هي كاتِبة وشاعرة أمريكية، ولدت في 16 يوليو 1955.